# 30
Aquesta pàgina és per a l'any. Per al nombre, vegeu trenta.

## Esdeveniments
- Els romans es torben la ciutat de Tournai a Bèlgica

## Naixements
- 8 de novembre - Nerva: Emperador romà

## Necrològiques
- Divendres Sant - Jesucrist - és la data actualment més acceptada (tradicionalment 33). Altres autors l'estableixen exactament el 3 d'abril de l'any 33